# Juan Ruiz
Juan Ruiz, cunoscut ca Arcipreste de Hita, (n. 1283, Alcalá de Henares, Coroana Castiliei – d. 1350) a fost un poet castilian care a trăit spre mijlocul secolului al XIV-lea, pe când în Castilia domnea regele Alfonso al XI-lea. A murit înainte de 1351, sau, cel puțin, în acea dată deja nu mai era protopop de Hita. Este autorul celei mai importante opere literare din Evul Mediu spaniol : „Libro de buen amor” („Cartea bunei iubiri”). 

## Viața și opera
A fost un cleric catolic, care a avut funcția de protopop în Hita, din provincia Guadalajara. Se cunosc foarte puține date privind biografia sa, numele său și al unuia dintre protagoniștii cărții sale, Ferrán García, aflate într-un document păstrat în catedrala din Toledo. Elementele pseudoautobiografice din opera sa i-au determinat pe unii erudiți să încerce a deduce unele aspecte din viața autorului : nașterea în o „Alcalá”, în jurul anului 1283, studii în Toledo, încarcerare datorată unui ordin al lui Don Gil de Albornoz, arhiepiscop de Toledo, etc. Posterior, specialiști precum Spitzer, M.R. Lida sau Battaglia au pus la îndoială aceste supoziții. Se poate deduce din operele sale că a fost un lector pasionat al cărților cavalerești, precum „Tristán” de Leonís, „Historia de Flores y Blancaflor” sau „Historia de Enrique, fi de Oliva”, texte citate în „Libro de buen amor”. Trebuie să fi fost de asemenea un meloman, fapt dovedit de cunoașterea profundă a subiectului, reflectată de lexicul foarte specializat cu care operează. 
Din câte se știe a compus o singură operă literară, „Libro de buen amor”, dar aceasta a fost de ajuns pentru a fi considerat unul dintre principalii exponenți ai literaturii spaniole. Această carte conține un protest de tip „goliardesc” (propriu clericilor sau studenților din Evul Mediu care duceau o viață dezordonată) împotriva măsurii unui prelat care a introdus în dieceza sa celibatul obligatoriu, față de tradiția hispanică a unui contract de conveniență a preotului cu o femeie, potrivită unui teritoriu multicultural cum era dieceza din Toledo, care fusese locul de origine al ereziei adopționismului, a lui Elipando, determinată de conviețuirea dintre evrei, mauri și creștini. Așa se exprimă autorul în „Cántiga de los clérigos de Talavera”, inclusă în cartea sa, unde se protestează cu furie împotriva ordinelor arhiepiscopului privind relațiile cu femei. Este posibil ca acest protest să îi fi adus încarcerarea arciprestului. Această postură critică față de înaltul cler, precum și celelalte elemente desfrânate și critice ale cărții, îl asociază pe autorul ei cu literatura goliardescă. 
Juan Ruiz, Arcipreste de Hita, este considerat primul poet liric spaniol, cu o evidentă și vastă cultură, cu un limbaj bogat, căruia îi place să acumuleze sinonime parțiale și să repete același concept sub divese forme, procedeu relaționat cu tehnica predicilor. Limbajul este popular și colocvial, foarte viu și creativ, și include expresii din araba andaluză folosită în timpul său. La sfârșitul cărții a declarat că oricine poate adăuga conținut sau o poate corecta, cu condiția să știe să o facă bine, atitudine deschisă care se opune atitudinii unor scriitori contemporani cu el, precum Don Juan Manuel. Pe de altă parte, opera sa demonstrează cunoașterea profundă a patimilor umane și se caracterizează printr-un echilibru între delicatețe și nerușinare, posibil datorită unei inteligențe foarte fine, ambiguă și ironică. Pe de altă parte, opera ne oferă o panoramă socială a începutului de secol XIV, care reflectă tensiunile sociale dintre burghezia incipientă și clasele sociale privilegiate (clerul și nobilimea). S-a estimat că moartea sa a avut loc în jurul anului 1350, deoarece în 1351 nu mai era protopop de Hita, funcție ocupată de un anumit Pedro Fernández. 